# Olof Retzell
Olof Retzell, ursprungligen Retzelius, född 1671 i Ukna, Odensvi, död 9 februari 1732, var en svensk ämbetsman.

## Biografi
Retzell var son till kyrkoherden Magnus Olai Colopontanus. Han inskrevs vid Uppsala universitet 1691 och fick redan 1692 musikstipendium under rector cantus Christian Zellinger (till 1702). 1698 disputerade han på avhandlingen Disputatio musica de tactu under preses Harald Vallerius. Den återger dennes åsikter byggande på tidens musikteoretiker, men på språkliga grunder har Peter Sjökvist tillskrivit Retzell upphovsmannaskapet. Bland musikexemplen visas hur studerade och spelmän spelar polska på olika sätt.
Rezell blev magister 1700 och vice notarie i Svea hovrätt 1703. När han 1708 blev sekreterare vid Sjötulldirektionen kunde han gifta sig med Christina Valleria, dotter till professor Harald Vallerius.